# 705 Naval Air Squadron
705ème Escadron aéronaval
Le 705 Naval Air Squadron ou 705 NAS est un escadron de formation du Fleet Air Arm de la Royal Navy. Il est basé au RAF Shawbury dans le Shropshire en Angleterre. L'escadron a été formé en 1936, dissout en 1945 et reformé en 1947.

## Historique
Le 703 Naval Air Squadron a été formé pour la première fois en 1936 à partir du No 447 Flight Royal Air Force et a exploité des bombardiers torpilleurs Fairey Swordfish embarqués sur des croiseurs de bataille. Il a obtenu le statut d'escadron en 1939 avant d'être dissout en 1940. 
L'escadron a été brièvement reformé en 1945, puis à nouveau en 1947 en tant qu'unité des besoins de la flotte pour évaluer l'utilisation navale des hélicoptères. Depuis les années 1950, l'escadron participe à la formation de base des équipages d'hélicoptères et fait actuellement partie de la No. 1 Flying Training School RAF du RAF Shawbury.